# (6639) Marchis
(6639) Marchis ist ein Asteroid des äußeren Hauptgürtels, der am 25. September 1989 vom belgischen Astronomen Henri Debehogne am La-Silla-Observatorium (IAU-Code 809) der Europäischen Südsternwarte in Chile entdeckt wurde.
Der Asteroid wurde am 2. April 2007 nach dem französischen Astronomen und Planetologen Franck Marchis (* 1973) benannt, der für seine Entdeckung und Beschreibung zahlreicher Asteroiden, seine Studien über den Jupitermond Io sowie seine Abbildungen von Exoplaneten bekannt wurde.
(6639) Marchis gehört zur Themis-Familie, einer Gruppe von Asteroiden, die nach (24) Themis benannt wurde.